# 安娜·拉塞尔
安娜·拉塞尔（英語：Anna (Worsley) Russell，1807年11月—1876年11月11日） 是一位英國的植物學家。 她被形容為「也許是她是當時最能幹、最出色的女性田野植物學家」。

## 傳記
安娜於西元1807年11月在布里斯托爾亞諾河谷出生，糖提煉師菲利普·約翰·沃絲莉所生的至少七個孩子之一。她的家庭是一位論派且其中幾位對科學有興趣；當他還是孩子時，他們便鼓勵她對於自然歷史的興趣。一開始他先研究昆蟲學 (研究昆蟲的)， 但是之後她轉去研究植物。安娜的姊夫，湯瑪士．巴特勒，不久後會變成 諾丁漢  附近的教會的神職人員和小說之父山繆．巴特勒，他自己本身對植物學有著強烈的追求 所以有可能影響了安娜她去追求植物學
在1835年， the first volume of H.C.華森的新植物學家指南的第一集出版了，其中包含沃絲莉的大量貢獻：布里斯托附近的可開花植物名單。 這給她的工作帶來了更多的關注 並於1839年出版了紐伯里鄰里的植物目錄， 總共有３１頁其中包括超過60多個品種在伯克郡的第一批紀錄。 她很快的加入了倫敦植物學會，並積極為其標本交流做出貢獻。 她還對 苔蘚植物門 和 真菌.產生了興趣。
沃絲莉在1844年與佛德里克 羅素結婚。 羅素也是一神論者和植物學家； 他們幾年來一直是朋友， 羅素與沃斯利一起去探險和收集植物並且為她收集一些標本。 一開始，他們住在布里斯托爾附近的布里斯林頓，但在1856年他們搬到了華威郡的 凱尼爾沃思， 她研究了當地的真菌，在植物學雜誌 上發表了一篇關於當地稀有物種的論文並準備了七百三十多幅圖畫。
安娜·羅素在1876年11月11號死於凱尼爾沃思。 她的丈夫比她早逝去而且她沒有小孩。 她把她的畫留在 自然史博物館(英國)，到現在還保存著， 她的植物標本館和她的鳥蛋的收藏都在 伯明翰及米德蘭研究所.
在引用以该人命名的植物學名時，命名人的標準縮寫是A.W.Russell。

## 引用
1. ↑  Desmond, Ray (编).  2, revised. CRC Press. 1994: 599  [2018-06-10]. ISBN 9780850668438. （原始内容存档于2020-07-10）.
2. 1 2 3 4 5  Creese, Mary R.S. . Scarecrow Press. 2000: 31–32  [2018-06-10]. ISBN 9780585276847. （原始内容存档于2020-07-10）.
3. 1 2 3  D. E. Allen. .  線上版. 牛津大學出版社. doi:10.1093/ref:odnb/56451. 需要订阅或英国公共图书馆会员资格
4. ↑  Ogilvie, Marilyn; Harvey, Joy. . Routledge. 2003: 1136  [2018-06-10]. ISBN 9781135963439. （原始内容存档于2020-07-08）.
5. ↑  . International Plant Names Index.